# پونتس
پونتس (به اسپانیایی: Ponts) یک منطقهٔ مسکونی در اسپانیا است که در نوگورا واقع شده‌است. پونتس ۳۰٫۵ کیلومتر مربع مساحت دارد و ۳۶۳ متر بالاتر از سطح دریا واقع شده‌است.